# Roger Zufferey
Roger Zufferey (* 16. März 1936 in Genf; † 6. Mai 2010 ebendort) war ein Schweizer Jazzmusiker (Alt- und Sopransaxophon, Klarinette).

## Wirken
Zufferey begann zu Beginn der 1950er Jahre, als Autodidakt Klarinette zu spielen. Er wirkte vorerst bei Jacques Schmitts Hot Peppers, mit denen er 1960 auf dem 10. Amateur Jazz Festival in Zürich auftrat. Zudem gehörte er zur Band von Claude Aubert und von 1961 bis 1971 zum Orchester von Henri Chaix. Dann arbeitete er in Marc Roths New Street Band (Le jazz des copains, 1985). Weiterhin wirkte er als Solist in der Big Band von Roby Seidel. Gemeinsam mit Eric Brooke bildete er ein Quintett, das auf dem Album Géo Voumard fait la fête au Jazz (2001) dokumentiert ist. Er trat von 1990 bis 1998 mit The Georgian’s Big Band auf.
Tom Lord listet 22 Aufnahmen zwischen 1960 und 2000; unter anderem ist er auf Alben mit Rex Stewart (Baden 1966 and Montreux 1971), Benny Carter/ Bill Coleman/Henri Chaix (The Three C) und The Georgian’s Big Band zu hören.